# Adam Berke
Adam Berke (madžarsko Berke Adám), madžarsko-slovenski evangeličanski duhovnik, * začetek 18. stoletja, † konec 18. stoletja
Adam Berke je bil luteranski duhovnik v Šurdu in Küzmičev predhodnik. Službo je opravljal med leti 1751 in 1755, ko ga je nasledil znameniti pisatelj Štefan Küzmič. Napisal je dve knjigi v latinščini.